# Josep Ullastre i Llopis
Josep Ullastre (també Ullastra) i Llopis (Banyoles, 25 d'abril de 1690 – Peralada, 8 d'abril de 1762) va ser un escriptor i eclesiàstic català, autor de l'obra pietosa Exercici del cristià reimpresa diversos cops fins a mitjan segle xix, i de la primera gramàtica de la llengua catalana Gramàtica catalana embellida amb dos ortografies que va restar manuscrita i inèdita fins al 1980.

## Biografia
Nascut a Banyoles el 25 d'abril de 1690, d'origen humil, va ser el primer dels sis fills d'un teixidor i net d'un moliner de Banyoles. Cursà estudis al Seminari de Girona i va obtenir el benefici de «domer curat nomenat de Morasach», veïnat de Peralada, a mig camí de Mollet d'Empordà. Assoleix el títol de doctor en Sagrada Teologia i el 1740 és nomenat examinador sinodal del bisbat de Girona. Posseïa una formació intel·lectual prou àmplia i una erudició religiosa notable, com es demostra al pròleg de l'Exercici del cristià i en les fonts que utilitza per a la història i les teories gramaticals per a la Gramàtica catalana. Mor a Peralada el 8 d'abril de 1762.

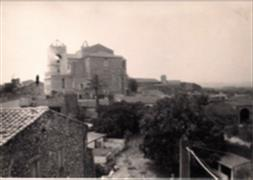
Parròquia i campanar de Sant Martí de Peralada

## Obra

### L'Exercici del cristià
Exercici del cristià és l'obra per la qual va ser conegut Josep Ullastre en el seu temps. Es tracta d'un llibre de pietat popular escrit en català per Josep Ullastre de gran difusió durant els segles segle xviii i segle xix. Es tracta d'un manual de vida i de conducta cristiana que conté les oracions amb les quals els fidels poden exercir la devoció en diversos moments i que s'emmarca dins del gènere de la literatura religiosa popular, un gènere amb força vitalitat a la Catalunya del segle xviii.
Sembla que la primera edició va ser censurada el 1733 a Girona i el 1740 en publicà una segona edició corregida on Ullastre aplicaria l'ortografia creada per ell mateix en i publicada més tard en la Gramàtica catalana embellida amb dos ortografies. El llibre va tenir gran popularitat i es va imprimir a gairebé a totes les ciutats amb impremta del Principat. Se'n coneixen vint-i-vuit edicions entre ca. 1760 i 1852. L'obra no va tenir èxit en els cercles cultes, però va gaudir de gran popularitat en l'àmbit de la literatura religiosa popular, on el català es va mantenir ben viu.
Pel que fa al llenguatge, és una obra escrita en català, amb un estil planer i una sintaxi lineal, sense recursos retòrics ni cultismes, amb elements col·loquials i alguns castellanismes populars a l'època.

### LaGramàtica catalana
La Gramàtica catalana embellida amb dos ortografies és l'altra gran obra d'Ullastre. Es tracta sens dubte de la primera gramàtica de la llengua catalana tot i que no es publicà fins al 1980. Diverses notícies documentals permeten establir que Ullastre en va enllestir una primera redacció al voltant de 1743, i que el 1753 ell mateix en va fer una còpia. Posteriorment, va fer-hi diverses modificacions, per introduir una ortografia més fonètica i grafies etimològiques.
Entre les característiques més rellevants de la Gramàtica d'Ullastre són ús de la ela geminada (l·l), l'apòstrof, la distinció entre a i e àtones (excepte plurals), la hac en les paraules acabades en -ch i l'ús de la grafia i com a nexe copulatiu. D'altra banda, la Gramàtica també contenia alguns errors que impedien que la gramàtica fos «clara i senzilla» com el fet de no suprimir grafies innecessàries pel català al mateix temps que creava signes nous sense gaire encert com la x trencada.

### Altres obres
Segons unes notes anònimes a què Miquel i Vergés es refereix, anomenades «noticias del autor i sas obras», que foren trobades dins un manuscrit de la Gramàtica, feu a més una traducció dels Diálogos de Lluís Vives i segons Montserrat Anguera va traduir també la Imitació de Crist. Finalment, Diversió per los alumnos del Parnàs català: obres poètiques de Fontanella és la darrera obra conservada d'Ullastre, compilació de versos del poeta Francesc Fontanella.